# Uia di Ciamarella
(Paolo di St.Robert, Gita al Monte Ciamarella nelle Alpi Graie)
L'Uia di Ciamarella, o più semplicemente Ciamarella, è una montagna delle Alpi di Lanzo e dell'Alta Moriana nelle Alpi Graie alta 3.676 m s.l.m..

## Toponimo

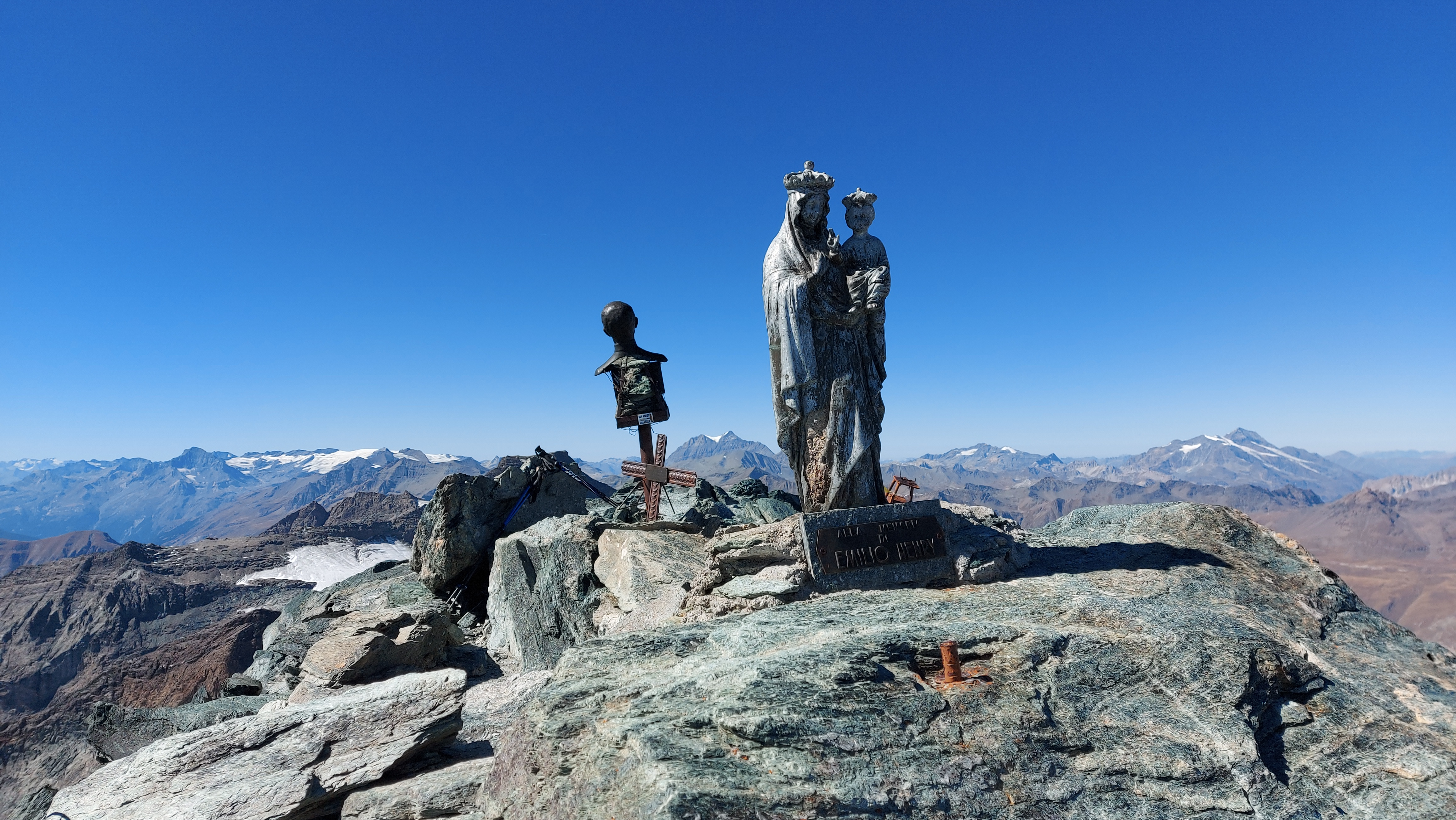
Vetta della montagna con statua della Madonna e busto di san Leonardo Murialdo.

Il nome Uja, nel patois locale, significa "ago, punta aguzza". Il toponimo Ciamarella deriverebbe invece da Cià Marella: Marella sarebbe un patronimico mentre Cià è un termine che sta ad indicare sia zone sede di alpeggio sia i fabbricati connessi all'allevamento animale, alpeggi situati evidentemente sulle falde della montagna.

## Caratteristiche

### Morfologia
La vetta è situata interamente in Italia in quanto il confine con la Francia passa ad ovest della cima. Dalla parte italiana sono interessati i comuni di Balme e Groscavallo; dalla parte francese i comuni di Bessans e Bonneval-sur-Arc. È la più alta montagna che fa da corona alle Valli di Lanzo. In vetta alla montagna è collocato un busto di san Leonardo Murialdo che salì sulla vetta nel 1867.

### Prime ascensioni

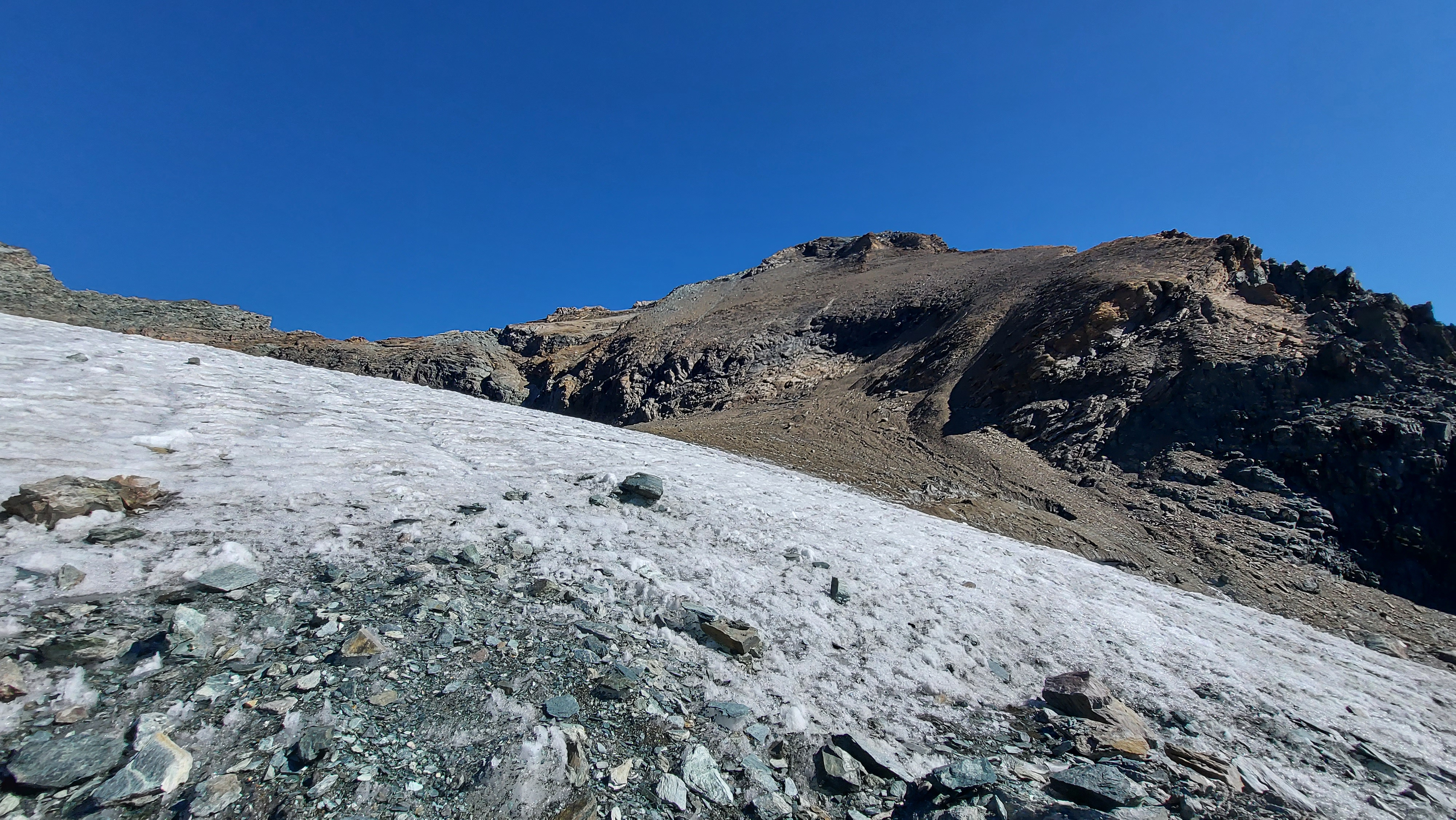
La vetta della montagna così come si presenta dal ghiacciaio della Ciamarella.

Gli autori della prima ascensione, avvenuta il 31 luglio 1857, sono stati due pionieri dell'alpinismo ottocentesco: Antonio Tonini, ingegnere del catasto di Susa, e un suo aiutante, il canneggiatore Ambrosini (sembra che quest'ultimo venne costretto sotto minaccia di licenziamento a seguire il suo coraggioso superiore). Essi però giunsero in vetta non con lo spirito di conquista che avrebbe caratterizzato gli alpinisti inglesi degli anni successivi, ma con lo scopo pratico di effettuare un grande rilevamento dei territori ancora inesplorati del Regno di Sardegna.
 Infatti in poche settimane, dal 27 luglio al 31 agosto 1857, i due inanellarono una serie notevole di prime ascensioni: oltre alla Ciamarella fu la volta dell'Uia di Bessanese, l'Uia di Mondrone, il monte Collerin e la Croce Rossa (quest'ultima per la verità di difficoltà solo escursionistica). Tonini non ha tuttavia lasciato una relazione scritta della via seguita, a parte ovviamente i disegni del rilievo finale e un bastone quadrangolare incastrato dentro un ometto di pietre sulla vetta.
La seconda ascensione, che poté beneficiare dei fondamentali rilevamenti geografici di Tonini, fu compiuta 10 anni più tardi (agosto 1867) dal conte verzuolese Paolo Ballada di Saint Robert, accompagnato da tre guide. Egli, ufficiale di artiglieria in pensione e appassionato naturalista nonché cofondatore del Club Alpino Italiano, seguì l'attuale via normale partendo dal pian della Mussa lungo il versante sud-ovest della montagna.
(Paolo di St.Robert, Gita al Monte Ciamarella nelle Alpi Graie)
La prima ascensione invernale è del 23 gennaio 1877 ad opera di Luigi Vaccarone, Boggiatto, Nigra e della celebre guida alpina Antonio Castagneri di Balme.

## Accesso
Avendo un accesso dalla parte italiana abbastanza facile è molto frequentata da alpinisti ed escursionisti. Questo accesso parte dal pian della Mussa (1850 m s.l.m.) al termine della Val d'Ala e passa per il rifugio Bartolomeo Gastaldi (2659 m s.l.m.); la parte più impegnativa è l'attraversamento del ghiacciaio della Ciamarella (circa a quota 3100 m s.l.m.). Sono quindi sempre necessari i ramponi, in qualunque periodo dell'anno.
Dalla parte francese l'accesso è più impegnativo ed ha come punto di appoggio il rifugio des Evettes.

## Galleria d'immagini

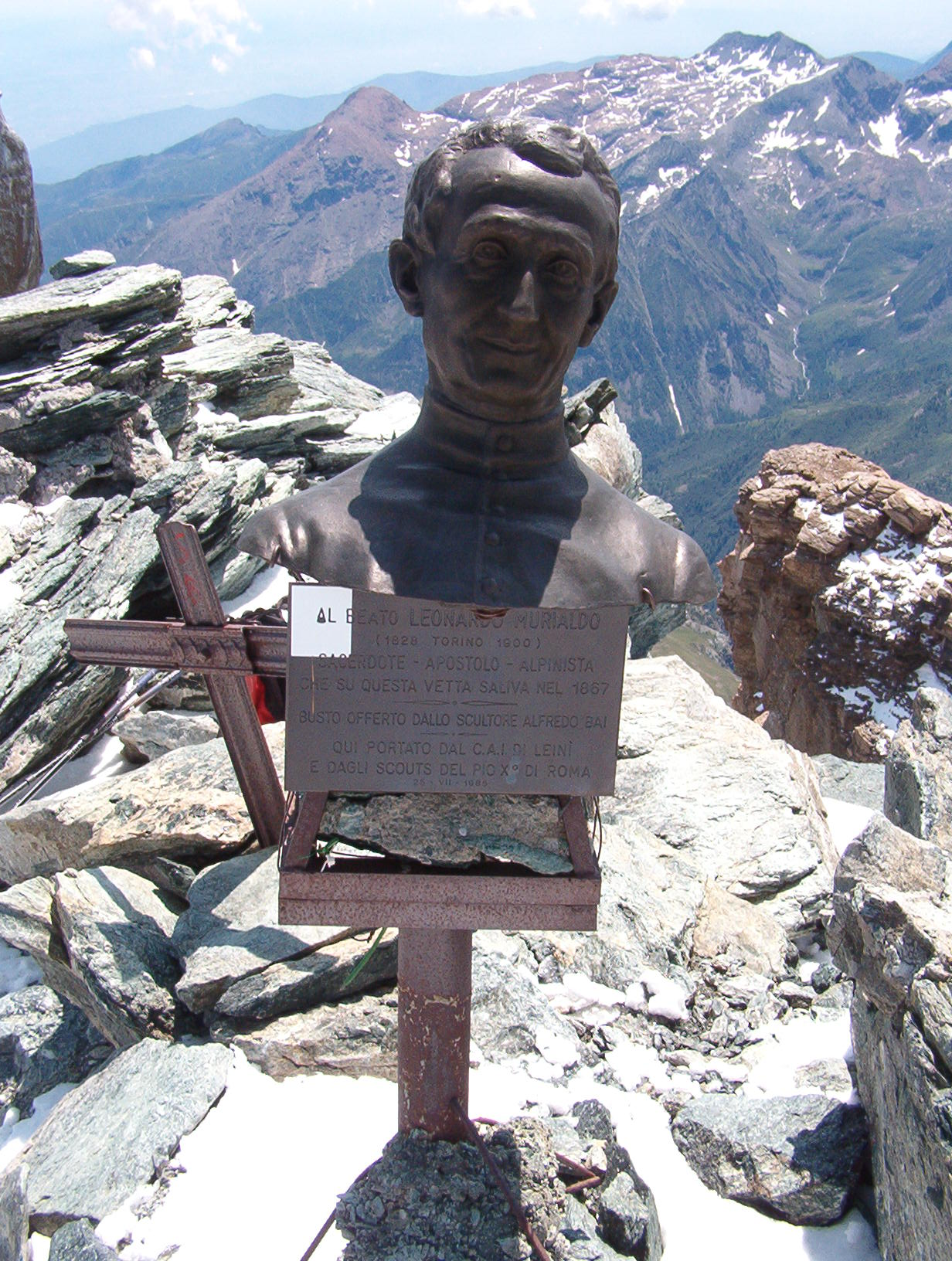
Busto di san Leonardo Murialdo collocato in vetta (opera dello scultore Alfredo Bai).
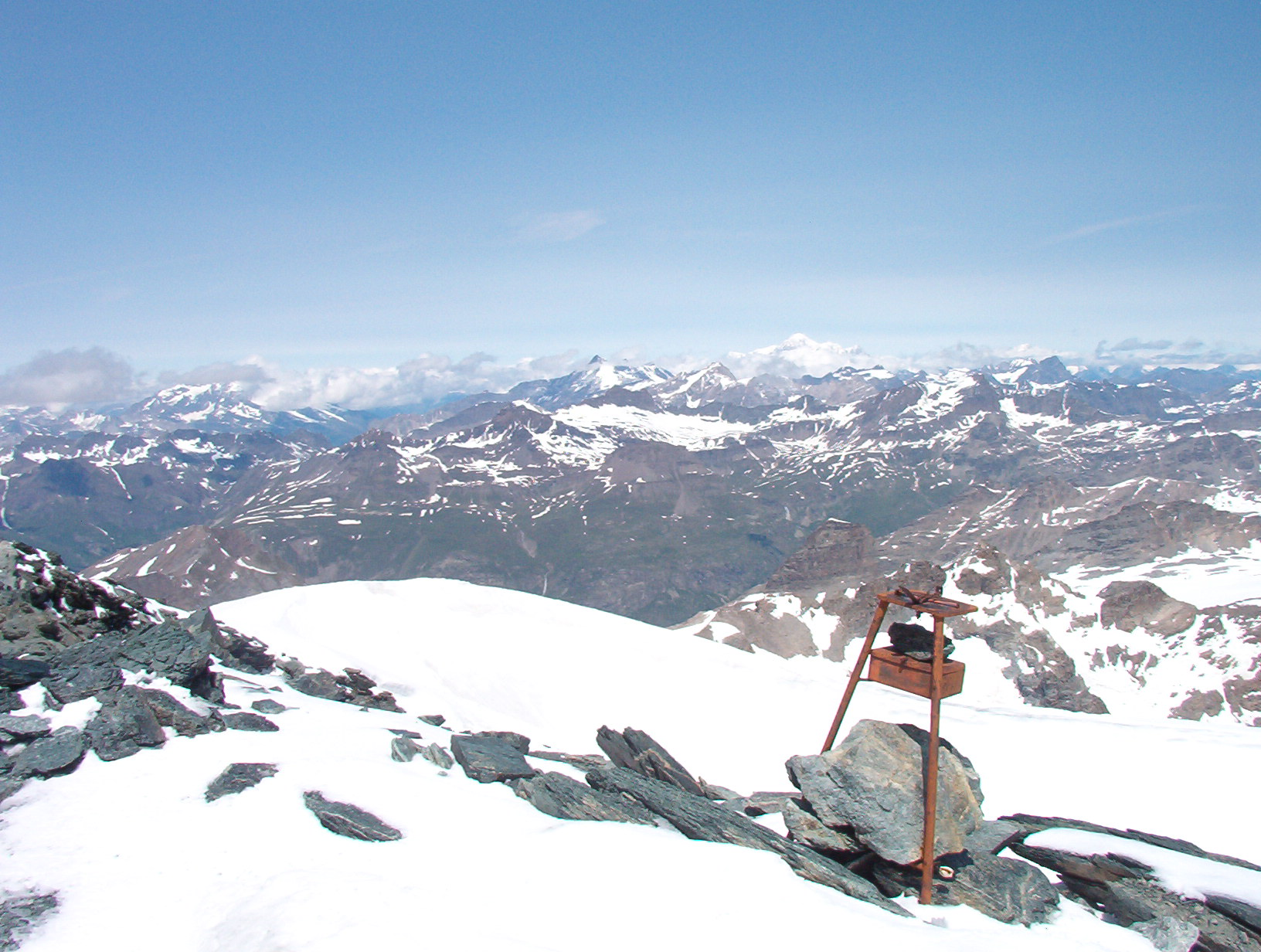
Panorama dalla vetta.
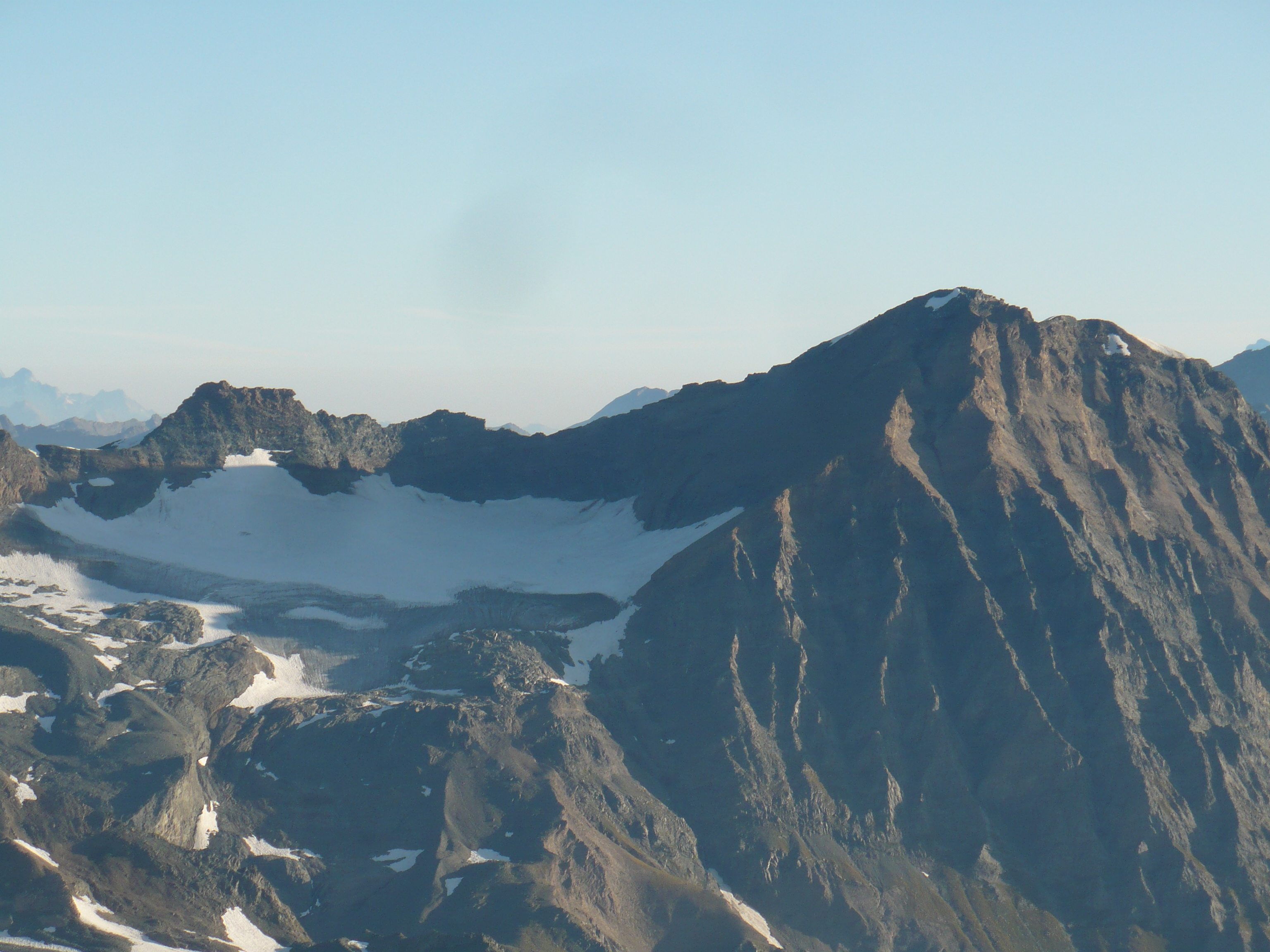
La montagna vista dalla Croce Rossa.
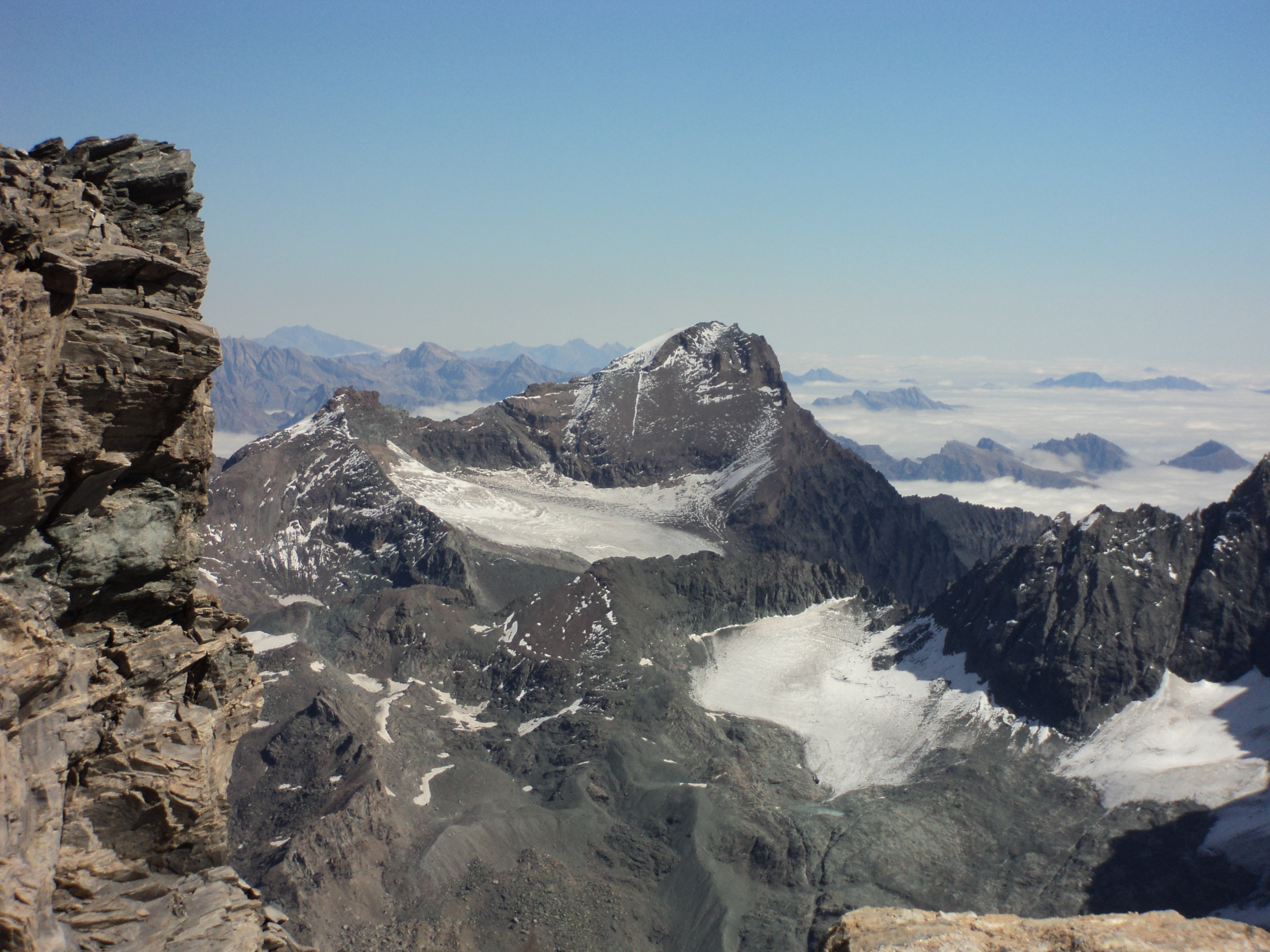
Versante ovest della montagna vista dalla Punta di Charbonnel.
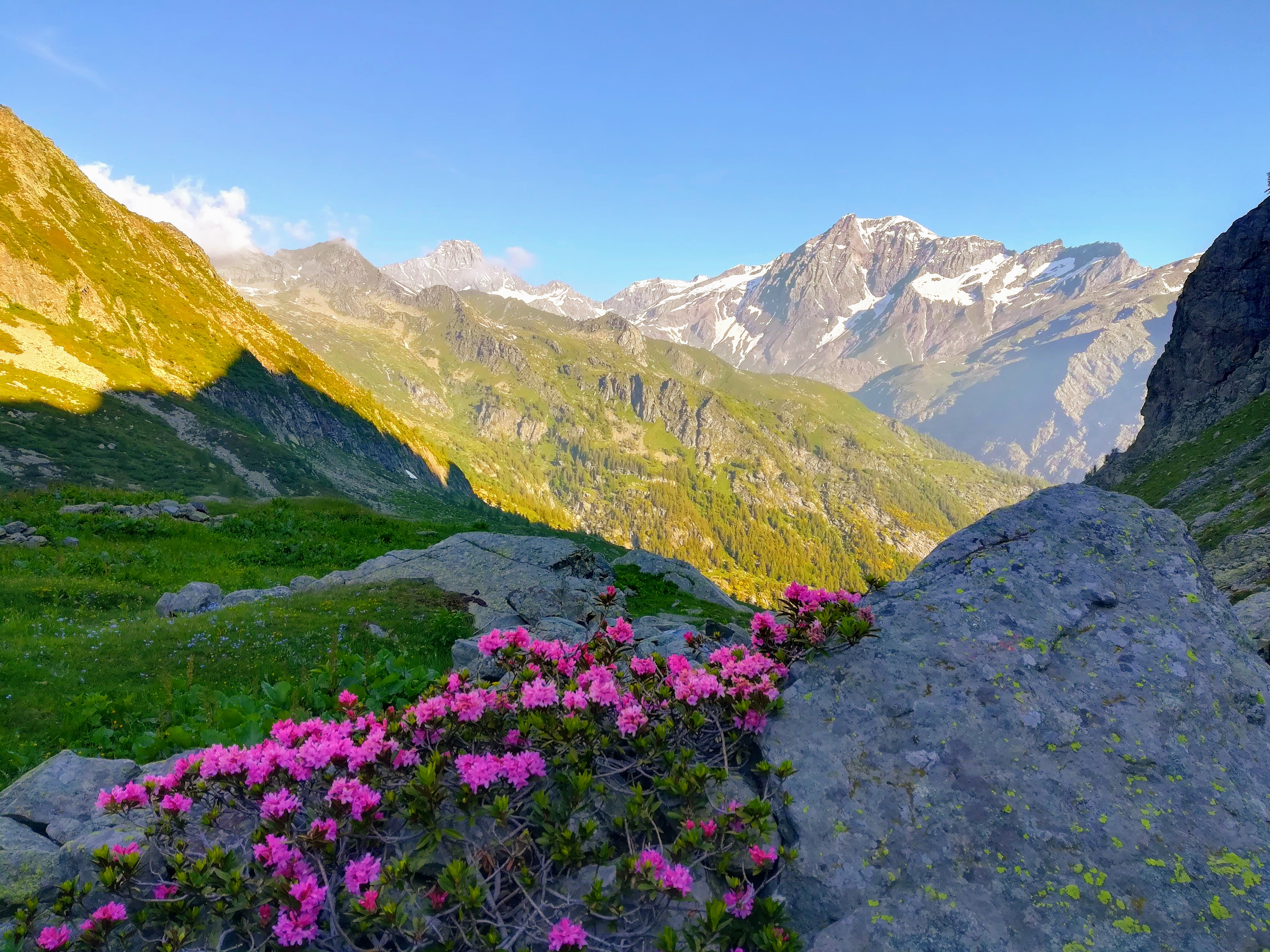
La montagna vista salendo nel vallone Paschiet sopra Balme.